# Alexander von Hanstein
Pour les autres membres de cette famille, voir von Hanstein et pour les homonymes, voir Hanstein.
Alexander von Hanstein, comte de Pölzig et Beiersdorf, est un comte thuringeois né le 9 juin 1804 à Kulmbach et décédé le 18 avril 1884 à Schmölln. Il est le beau-père du prince consort Albert de Saxe-Cobourg-Gotha et le grand-père de l'architecte Hans Poelzig.

## Biographie
Alexander von Hanstein est issu de la famille noble de Thuringe du château d'Hanstein et est le fils du baron Friedrich von Hanstein et de sa femme, Anna Maria (née Hausmann).
En 1824, Alexander il est grand-écuyer du duc Ernest Ier de Saxe-Cobourg et Gotha. Le mariage du duc est difficile : sa première épouse, la princesse Louise de Saxe-Gotha-Altenbourg, a eu une relation avec Alexander avant d'être expulsée du duché durant l'automne 1824. Elle est assignée à résidence dans la principauté de Lichtenberg, l'actuelle Sarre et Alexander la suit.
À la mort du duc Frédéric IV de Saxe-Gotha-Altenbourg, le 11 février 1825, Louise devient l'unique héritière de la maison de Saxe-Gotha-Altenbourg. Lors des discussions qui suivirent à propos de l'héritage, un accord de séparation est conclu et les duchés saxons sont réorganisés. Ernest se sépare de Louise le 31 mars 1826 et, la même année, échange Saalfelden contre Gotha.
Maintenant célibataire, Louise pense se marier avec Alexander, et en préparation d'une telle union ce dernier est fait comte de Pölzig et Beiersdorf le 19 juillet 1826 par l'oncle de Louise, Frédéric Ier de Saxe-Hildburghausen. Le 18 octobre 1826, Alexander épouse Louise à Saint-Wendel, la capitale de la petite principauté de Lichtenberg. Ils vivent alors dans le château de là-bas pendant quelques heureuses années, mais le mariage est dépourvu d'enfants et Louise n'a pas l'autorisation de son mari de contacter ses enfants à Cobourg.
Après la mort de Louise d'un cancer en 1831, Alexander entre dans le service prussien et commande le régiment de cuirassiers à Potsdam. Il épouse Marie-Thérèse de Carlowitz âgée de 21 ans le 18 avril 1833 à Cobourg. En tant que comte et comtesse de Pölzig, ils vivent au château de Pölzig et ont trois enfants : Maximilian Anton (né en 1834), Clara Henriette Marie (née en 1835) et Thekla Marie Agnes (née en 1841).
En 1845, Alexander s'approche de son beau-fils le prince Albert, qui entre-temps a épousé la reine Victoria, et Albert lui accorde une pension.
Sa fille aînée, Clara, épouse l'armateur britannique George Acland Ames le 13 juillet 1854. Leur sixième enfant Hans, est né le 30 avril 1869 à Berlin, mais Ames ne reconnaît pas Hans comme son fils, qui dès sa naissance reçoit le nom de la famille de sa mère Pölzig (sans la particule). Clara et Ames se séparent en juillet 1869 et Clara retourne au domaine familial de Pölzig. Elle vit comme « la jeune comtesse » au château et meurt 10 ans plus tard à Beiersdorf. Hans Poelzig grandit à Berlin est devient un architecte et scénographe de renommée mondiale.
Les petits-enfants d'Alexander, les aînés du gentleman anglais George Acland Ames et de Clara von Pölzig, héritent du château à sa mort en 1884.